# Л-13
Л-13 — советская дизель-электрическая минно-торпедная подводная лодка времён Второй мировой войны. Первый корабль серии XIII типа «Ленинец», предлагалось дать кораблю имя «Куйбышевец».

## История корабля

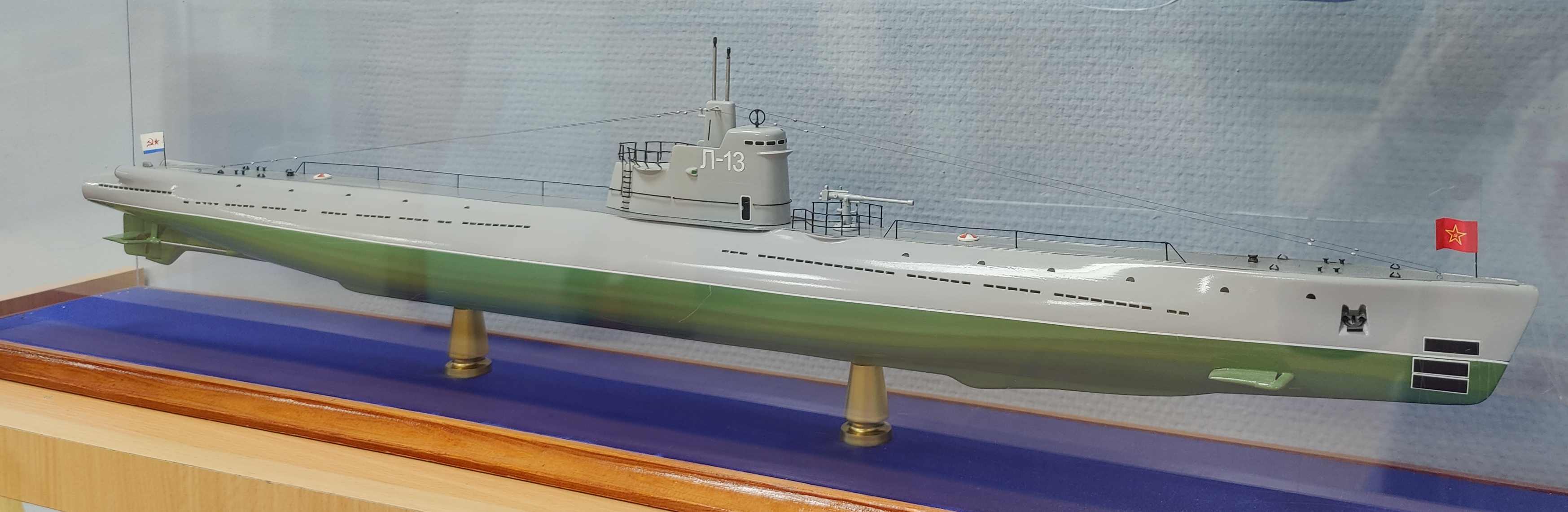
Макет в Музее истории подводных сил имени Маринеско

Лодка была заложена 25 апреля 1935 года на заводе № 189 в Ленинграде, заводской номер 273, в виде отдельных секций была перевезена во Владивосток, на завод № 202 (Дальзавод), где была собрана. 2 августа 1936 года спущена на воду, 2 октября 1938 года вступила в строй. В 1940 году совершила успешный экспериментальный выход в море в условиях тяжёлой ледовой обстановки.
В боевых действиях участия не принимала. В 1949—1951 годах прошла капитальный ремонт. В 1949 году переименована в Б-13. 17 февраля 1956 года выведена из состава флота, использовалась как учебная. В 1958 году исключена из списков плавсредств.